# Aricidea sanmartini
Aricidea sanmartini är en ringmaskart som beskrevs av María Teresa Aguado och Lopez 2003. Aricidea sanmartini ingår i släktet Aricidea och familjen Paraonidae. Inga underarter finns listade i Catalogue of Life.